# Nous sommes les Fusiliers Mont-Royal

Nous sommes les Fusiliers Mont-Royal est un chant militaire québécois des Fusiliers Mont-Royal, un des régiments de l'Armée canadienne basé à Montréal.

## Paroles
Nous sommes les Fusiliers Mont-Royal
Nous sommes les Fusiliers du Mont-Royal (bis)

Nous nous couchons tard et levons très matin (bis)

Quand l'Padré nous embête, on lui colle un bouchon,

Voilà ce qui est bon, c'qui est bon.

C'qui est bon, bon, bon, bon !
Refrain
Et voilà la vie, la vie, la vie

La vie chérie, Ah ! Ah !

Et voilà la vie que les Fusiliers font !

Et voilà la vie, la vie, la vie

La vie chérie, Ah ! Ah !

Et voilà la vie que les Fusiliers font !
Pour notre dîner de bons petits oiseaux (bis)

Que l'on nomme cailles, bécasses ou perdreaux (bis)

Et la gentille fillette, nous emporte un jambon,

Voilà ce qui est bon, ce qui est bon.

Ce qui est bon, bon, bon, bon !
Refrain
Et si là c'est la vie que les Fusiliers font, (bis)

Je me ferai « fus » avec ma Jeanneton (bis)

Et le soir sur l'herbe verte, je lui chatouillerai le menton,

Voilà ce qui est bon, ce qui est bon.

Ce qui est bon, bon, bon, bon !
Refrain

## Paroles (version modifiée de décembre 2016)
Nous sommes les Fusiliers Mont-Royal
Nous sommes les Fusiliers du Mont-Royal, (bis)

Nous nous couchons tard et levons très matin, (bis)

Quand l’Padré nous embête, on lui colle un bouchon,

Voilà ce qui est bon, ce qui est bon.
Refrain
Ce qui est bon, bon, bon, bon,
Et voilà la vie, la vie, la vie, la vie chérie, Ah ! Ah !
Et voilà la vie que les Fusiliers font.</poem>
Pour notre dîner de bons petits oiseaux, (bis)

Que l’on nomme cailles, bécasses ou perdreaux, (bis)

Et le gentil cuistot nous apporte le jambon,

Voilà ce qui est bon, ce qui est bon.
Refrain
Le soir v’nu au mess nous nous réfugions (bis)

Jusqu'au petit jour ensemble nous fêtons (bis)

Puis après sous la table nous roulons et dormons

Voilà ce qui est bon, ce qui est bon.
Refrain
Ah, si c’est ça la vie que les Fusiliers font, (bis)

Je me ferai « Fus » avec ma Jeanneton (bis)

Et le soir sur l’herbe verte, je lui chatouillerai le menton,

Voilà ce qui est bon, ce qui est bon.
Refrain